# Leucania vana
Leucania vana är en fjärilsart som beskrevs av Swinhoe 1885. Leucania vana ingår i släktet Leucania och familjen nattflyn. Inga underarter finns listade i Catalogue of Life.